# Умереть заново
«Умереть заново» (другое название «Снова умершая», англ. Dead Again) — американский детективный триллер британского кинорежиссёра и актёра Кеннета Браны. Премьера фильма состоялась 23 августа 1991 года.

## Сюжет
Майк Чёрч — частный детектив из Лос-Анджелеса, специализирующийся на розыске пропавших людей. Он занимается делом девушки, которую он зовёт Грейс. У девушки амнезия, и она ничего не помнит из своего прошлого. Её постоянно мучают кошмары, в которых пианистку конца 1940-х Маргарет Штраусс ножницами убивает её муж Роман Штраусс. В ходе расследования Чёрч обращается за помощью к Франклину Мэдсону, торговцу антиквариатом. С помощью гипноза они надеются докопаться до истины.

## В ролях
- Кеннет Брана — Роман Штраусс / Майк Черч
- Энди Гарсия — Грей Бейкер
- Дерек Джекоби — Франклин Мэдсон
- Уэйн Найт — Пит Дагэн
- Ханна Шигулла — Инга
- Кэмпбелл Скотт — Даг
- Эмма Томпсон — Грейс / Маргарет Штраусс
- Джо Андерсон — сестра Маделин / Старлет
- Кристин Эберсоул — Лидия Ларсен
- Лоис Холл — сестра Констанс
- Ричард Истон — отец Тимоти
- Патрик Монтес — водитель пикапа
- Рэймонд Крус — клерк
- Робин Уильямс — доктор Кози Карлайл

## Съёмочная группа
- Режиссёр-постановщик: Кеннет Брана
- Сценарист: Скотт Фрэнк
- Продюсеры: Линдси Доран, Деннис Фельдман, Чарльз Х. Магуайр, Сидни Поллак
- Оператор: Мэттью Ф. Леонетти
- Композитор: Патрик Дойл

## Номинации
- 1992 — номинация на премию премию Британской Академии кино и телевидения в категории «Лучшее исполнение второстепенной мужской роли» — Дерек Джекоби
- 1992 — Берлинский кинофестиваль: номинация на премию «Золотой медведь» — Кеннет Брана
- 1992 — номинация на премию Эдгара Аллана По в категории «Лучший фильм» — Скотт Фрэнк
- 1992 — номинация на премию «Золотой глобус» в категории «Лучшая музыка к фильму» — Патрик Дойл
- 1992 — номинация на премию молодым актёрам в категории «Лучший молодой исполнитель второстепенной роли» — Грегор Хессе

## Саундтрек
- «Lush Life» Билли Стрэйхорна
- «Рапсодия на тему Паганини» Сергея Рахманинова
- «Tangerine» Джонни Мерсера и Виктора Шерцингера
- «Isn’t It Romantic» Ричарда Роджерса и Лоренца Харта
- «Board Review» Отиса Коннера